# CR Flamengo
Clube de Regatas do Flamengo – brazylijski klub piłkarski z siedzibą w mieście Rio de Janeiro, stolicy stanu Rio de Janeiro. Występuje w rozgrywkach Campeonato Brasileiro Série A oraz Campeonato Carioca. Domowe mecze rozgrywa na obiekcie Maracanã.
Flamengo jest najbardziej popularnym klubem piłkarskim nie tylko w Brazylii, ale także w całej Ameryce Południowej. Liczbę fanów drużyny szacuje się na ok. 40 mln.
Wśród innych osiągnięć, Flamengo został wybrany dziewiątym co do wielkości klubem piłkarskim XX wieku w ankiecie przeprowadzonej przez FIFA. W 2019 roku Flamengo zostało uznane za najlepszą drużynę w Ameryce Południowej i 4. najlepszą na świecie według rankingu przygotowanego przez IFFHS.
Posiada, wraz z Botafogo, najdłuższą niepokonaną sekwencję brazylijskiego futbolu z 52 meczami w 1979 roku.
Flamengo jest najbogatszym klubem w Brazylii i jest również uważany za najcenniejszy klub w Brazylii.

## Historia
Flamengo zostało założone 15 listopada 1895 jako klub wioślarski. Sekcja piłkarska powstała w 1911 po tym, jak kilku niezadowolonych piłkarzy Fluminense FC odeszło ze swego poprzedniego klubu. Największe sukcesy klub święcił na przełomie lat 70. i 80. Obecnie Flamengo gra w pierwszej lidze brazylijskiej (Campeonato Brasileiro Série A) oraz w pierwszej lidze stanu Rio de Janeiro (Campeonato Carioca).
W 2024 roku klub został ogłoszony jako jeden z występujących w grze komputerowej Copa City, której twórcą jest Bogusław Leśniodorski – były prezes Legii Warszawa.

## Aktualny skład
Stan na 13 kwietnia 2024.
| Nr | Poz. | Piłkarz                |
| -- | ---- | ---------------------- |
| 1  | BR   | Agustín Rossi          |
| 2  | OB   | Guillermo Varela       |
| 3  | OB   | Léo Ortiz              |
| 4  | OB   | Léo Pereira            |
| 5  | PO   | Erick Pulgar           |
| 6  | OB   | Ayrton Lucas           |
| 7  | NA   | Luiz Araújo            |
| 9  | NA   | Pedro                  |
| 10 | NA   | Gabriel Barbosa        |
| 11 | NA   | Everton                |
| 12 | NA   | Carlinhos              |
| 14 | PO   | Giorgian de Arrascaeta |
| 15 | OB   | Fabrício Bruno         |

| Nr | Poz. | Piłkarz            |
| -- | ---- | ------------------ |
| 17 | OB   | Matías Viña        |
| 18 | PO   | Nicolás de la Cruz |
| 19 | PO   | Lorran             |
| 20 | PO   | Gerson (kapitan)   |
| 21 | PO   | Allan              |
| 23 | OB   | David Luiz         |
| 25 | BR   | Matheus Cunha      |
| 27 | NA   | Bruno Henrique     |
| 29 | PO   | Victor Hugo        |
| 33 | OB   | Cleiton            |
| 40 | NA   | Matheus Gonçalves  |
| 43 | OB   | Wesley             |
| 48 | PO   | Igor Jesus         |

## Rekordy indywidualne
Stan na 26 maja 2022
| Najwięcej występów we Flamengo | Najwięcej występów we Flamengo | Najwięcej występów we Flamengo |
| Lp.                            | Zawodnik                       | Mecze                          |
| ------------------------------ | ------------------------------ | ------------------------------ |
| 1.                             | Júnior                         | 876                            |
| 2.                             | Zico                           | 732                            |
| 3.                             | Adílio                         | 617                            |
| 4.                             | Jordan                         | 609                            |
| 5.                             | Andrade                        | 570                            |
| 6.                             | Cantareli                      | 557                            |
| 7.                             | Léo Moura                      | 519                            |
| 8.                             | Carlinhos                      | 514                            |
| 9.                             | Liminha                        | 512                            |
| 10.                            | Jandir                         | 498                            |

| Najwięcej goli we Flamengo | Najwięcej goli we Flamengo | Najwięcej goli we Flamengo |
| Lp.                        | Zawodnik                   | Bramki                     |
| -------------------------- | -------------------------- | -------------------------- |
| 1.                         | Zico                       | 509                        |
| 2.                         | Dida                       | 264                        |
| 3.                         | Henrique Frade             | 216                        |
| 4.                         | Pirillo                    | 204                        |
| 4.                         | Romário                    | 204                        |
| 5.                         | Jarbas                     | 154                        |
| 6.                         | Leônidas                   | 153                        |
| 7.                         | Bebeto                     | 151                        |
| 8.                         | Zizinho                    | 146                        |
| 9.                         | Índio                      | 142                        |

## Personel

### Obecny personel
Stan na dzień 30 stycznia 2022.
| Pozycja                             | Imię i nazwisko         |
| Personel szkoleniowy                | Personel szkoleniowy    |
| ----------------------------------- | ----------------------- |
| Główny trener                       | Tite                    |
| Asystent menadżera                  | Manuel Cordeiro         |
| Asystent menadżera                  | Maurício Souza          |
| Asystent                            | Víctor Sánchez Lladò    |
| Analityk                            | Cosimo Cappagli         |
| Trener bramkarzy                    | Paulo Grilo             |
| Trener bramkarzy                    | Thiago Eller            |
| Personel medyczny                   |                         |
| Trener przygotowania fizycznego     | Antonio José Gómez      |
| Trener przygotowania fizycznego     | Lluis Sala              |
| Trener przygotowania fizycznego     | Danilo Augusto          |
| Trener przygotowania fizycznego     | Fábio Eiras             |
| Trener przygotowania fizycznego     | Roberto Oliveira Júnior |
| Lekarz                              | Fernando Bassan         |
| Lekarz                              | Marcelo Soares          |
| Fizjoterapeuta                      | Fábio Feitosa           |
| Fizjoterapeuta                      | Mario Peixoto           |
| Fizjoterapeuta                      | Laniyan Neves           |
| Fizjoterapeuta                      | Mario Peixoto           |
| Fizjoterapeuta                      | Alam Santos             |
| Dietetyk                            | Bruna Ribeiro           |
| Działacze                           |                         |
| Prezydent klubu                     | Rodolfo Landim          |
| Dyrektor sportowy                   | Carlos Noval            |
| Opiekun drużyny                     | Gabriel Skinner         |
| Koordynator ds. transferu młodzieży | Leonardo Inácio         |
| Menadżer ds. komunikacji            | Leonardo André          |
| Rzecznik prasowy                    | Marcelo Flaeschen       |

### Obecne władze klubu
Stan na dzień 30 stycznia 2022.
| Stanowisko                               | Imię i nazwisko                      |
| ---------------------------------------- | ------------------------------------ |
| Prezydent                                | Rodolfo Landim                       |
| Wiceprezes                               | Rodrigo Villaça Dunshee de Abranches |
| Wiceprezes administracji                 | Ricardo Campelo Trevia de Almeida    |
| Wiceprezes komunikacji i marketingu      | Gustavo Carvalho de Oliveira         |
| Wiceprezes dyscyplin olimpijskich        | Guilherme de Lima Kroll              |
| Wiceprezes finansów                      | Rodrigo Tostes Solon de Pontes       |
| Wiceprezes Fla-Gávea                     | Getúlio Brasil Nunes                 |
| Wiceprezes sportu                        | Marcos Teixeira Braz                 |
| Wiceprezes gabinetu prezydenta           | Marcelo Conti Baltazar               |
| Wiceprezes ds. spadków                   | Gilney Penna Bastos                  |
| Wiceprezes ds. dziedzictwa historycznego | Roberto Magalhães Diniz              |
| Wiceprezes ds. planowania                | Arthur Rocha Neto                    |
| Wiceprezes ds. relacji zewnętrznych      | Luiz Eduardo Baptista Pinto da Rocha |
| Wiceprezes sekcji wioślarskiej           | Raul Bagattini                       |
| Wiceprezes sekretarza generalnego        | Paulo Cesar dos Santos Pereira Filho |
| Wiceprezes technologii informacyjnej     | Alexandre de Souza Pinto             |

### Lista prezesów Flamengo
Poniżej znajduje się lista prezesów Flamengo. Klub miał kilkudziesięciu prezesów o różnym czasie trwania kadencji. Od 1895 do 1932 kadencje trwały rok, od 1933 do 1956 dwa lata, od 1957 do 1968 trzy lata, w okresie od 1969 do 2000 – ponownie dwa lata, a od 2001 powrócono do trzyletniej kadencji.
- Domingos Marques de Azevedo (1895–97)
- Augusto Lopes da Silveira (1898)
- Júlio Gonçalves de A. Furtado (1899)
- Antônio Ferreira Viana Filho (1900, rezygnacja)
- Jacintho Pinto de Lima Júnior (1900)
- Fidelcino da Silva Leitão (1901)
- Virgílio Leite de Oliveira e Silva (1902)
- Arthur John Lawrence Gibbons (1903)
- Mário Espínola (1904, rezygnacja)
- José Agostinho Pereira da Cunha (1905)
- Manuel Alves de Cruz Rios (1905)
- Francis Hamilton Wálter (1906)
- Virgílio Leite de Oliveira e Silva (1907–11)
- Edmundo de Azurém Furtado (1912)
- Virgílio Leite de Oliveira e Silva (1913, rezygnacja)
- José Pimenta de Melo Filho (1913)
- Edmundo de Azurém Furtado (1914)
- Virgílio Leite de Oliveira e Silva (1915, rezygnacja)
- Edmundo de Azurém Furtado (1915)
- José Pimenta de Melo Filho (1916)
- Carlos Leclerc Castelo Branco (1917)
- Alberto Burle Figueiredo (1918–20)
- Faustino Esposel (1921)
- Alberto Burle Figueiredo (1922)
- Júlio Benedito Otoni (1923–24, rezygnacja)
- Faustino Esposel (1924–27)
- Alberto Borgerth (1927)
- Nillor Rollin Pinheiro (1927)
- Osvaldo dos Santos Jacinto (1928–29, rezygnacja)
- Carlos Eduardo Façanha Mamede (1929)
- Alfredo Dolabella Portela (1930, rezygnacja)
- Manuel Joaquim de Almeida (1930, rezygnacja)
- Carlos Eduardo Façanha Mamede (1931, rezygnacja)
- José de Oliveira Santos (1931)
- Artur Lobo da Silva (1932)
- José de Oliveira Santos (1933)
- Pascoal Segreto Sobrinho (1933, rezygnacja)
- José Bastos Padilha (1933–38, rezygnacja)
- Raul Dias Gonçalves (1938)
- Gustavo Adolpho de Carvalho (1939–42)
- Dario de Mello Pinto (1943–44)
- Marino Machado de Oliveira (1945–46)
- Hilton Gonçalves dos Santos (1946)
- Orsini de Araujo Coriolano (1947–48)
- Dario de Mello Pinto (1949–50)
- Gilberto Ferreira Cardoso (1951–55, śmierć)
- Antenor Coelho (1955)
- José Alves Morais (1956–57)
- Hilton Gonçalves dos Santos (1958–59)
- George da Silva Fernandes (1960)
- Oswaldo Gudolle Aranha (1961)
- Luiz Roberto Veiga Brito (1966–68)
- André Gustavo Richer (1969–70)
- Luiz Roberto Veiga Brito (1971)
- André Gustavo Richer (1972–73)
- Hélio Maurício Rodrigues de Souza (1974–76)
- Márcio Braga (1977–80)
- Antônio Augusto D. de Abranches (1981–83, rezygnacja)
- Eduardo Fernando de M. Motta (1983)
- George Helal (1984–86)
- Márcio Braga (1987–88)
- Gilberto Cardoso Filho (1989–90)
- Márcio Braga (1991–92)
- Luiz Augusto Veloso (1993–94)
- Kléber Leite (1995–98)
- Edmundo dos Santos Silva (1999–2002, oskarżony)
- Hélio Paulo Ferraz (2002–03)
- Márcio Braga (2004–09, rezygnacja z powodów zdrowotnych)
- Delair Dumbrosck (2009)
- Márcio Braga (2009, rezygnacja)
- Delair Dumbrosck (2009)
- Patricia Amorim (2009–12)
- Eduardo Bandeira de Mello (2012–18)
- Rodolfo Landim (2019–obecnie)

### Hymn
Marcha do Flamengo, obecnie uważany za popularny hymn klubu, został skomponowany przez autora marszów karnawałowych, Lamartine Babo, w 1945 roku, nagrany przez Gilberto Alves i oficjalnie zarejestrowany w 1950 roku.
Uma vez Flamengo,
Sempre Flamengo
Flamengo sempre eu hei de ser
É o meu maior prazer vê-lo brilhar
Seja na terra, seja no mar
Vencer, vencer, vencer
Uma vez Flamengo, Flamengo até morrer
Na regata ele me mata,
Me maltrata, me arrebata
Que emoção no coração
Consagrado no gramado
Sempre amado, o mais cotado
Nos Fla-Flus é o „aí, Jesus”!
Eu teria um desgosto profundo
Se faltasse o Flamengo no mundo
Ele vibra, ele é fibra
Muita libra já pesou
Flamengo até morrer eu sou!
Compositor: Lamartine Babo

## Wyróżnieni gracze
Oto lista wybitnych graczy, którzy przeszli już przez Flamengo:
- Aldair
- Adílio
- Adilson Ferreira Antunes
- Andrade
- Athirson
- Baltazar (ur. 1959)
- Bebeto
- Branco (piłkarz)
- Bruno Henrique Pinto
- Carlos Gamarra
- Carlos Mozer
- Carlos Renato de Abreu
- Charles Guerreiro
- Cláudio Adão
- Claudio Maldonado
- David Luiz
- Dejan Petković
- Dida (1934–2002)
- Diego (piłkarz)
- Djalminha
- Domingos da Guia
- Edinho (brazylijski piłkarz)
- Evaristo de Macedo
- Éverton Ribeiro
- Fábio Luciano
- Filipe Luís
- Gabriel Barbosa
- Gérson
- Gerson Santos da Silva
- Gilberto
- Gilmar Rinaldi
- Giorgian de Arrascaeta
- Gustavo Cuéllar
- Henrique Frade
- Ibson
- Jair da Rosa Pinto
- Jorge (piłkarz)
- Jorginho (ur. 1964)
- Juan
- Juan Maldonado Jaimez
- Júlio César
- Juninho Paulista
- Júnior
- Júnior Baiano
- Kléberson
- Leandro
- Leonardo da Silva Moura
- Leonardo Nascimento de Araújo
- Leônidas
- Liédson
- Lucas Paquetá
- Marcelinho Carioca
- Márcio Amoroso
- Marcos Assunção
- Mário Zagallo
- Pablo Marí
- Paulo César Carpegiani
- Paulo César Lima
- Paulo Nunes
- Píndaro
- Raul Plassman
- Renato Augusto
- Renato Gaúcho
- Rodrigo Caio
- Romário
- Ronaldinho
- Sávio
- Sidney Pullen
- Sócrates
- Sylvio Pirillo
- Tita
- Uidemar Pessoa de Oliveira
- Vágner Love
- Vinícius Júnior
- Walter Casagrande
- Wilson Gottardo
- Zé Carlos (1962–2009)
- Zé Roberto
- Zico
- Zinho
- Zizinho
- Zózimo

## Osiągnięcia
- Mistrzostwo Brazylii (7): 1980, 1982, 1983, 1992, 2009, 2019, 2020
- Puchar Brazylii (4): 1990, 2006, 2013, 2022.
- Mistrz stanu Rio de Janeiro (38): 1914, 1915, 1920, 1921, 1925, 1927, 1939, 1942, 1943, 1944, 1953, 1954, 1955, 1963, 1965, 1972, 1974, 1978, 1979 (Special), 1979, 1981, 1986, 1991, 1996, 1999, 2000, 2001, 2004, 2007, 2008, 2009, 2011, 2014, 2017, 2019, 2020, 2021, 2024
- Copa Libertadores (3): 1981, 2019, 2022
- Klubowe Mistrzostwa Świata (1): 1981
- Copa Ouro (1): 1996
- Copa Mercosur (1): 1999

## Miejsce w rankingu klubowym CONMEBOL
Stan na dzień 17 grudnia 2021.
| Ranking | Klub              | Punkty  |
| ------- | ----------------- | ------- |
| 1       | River Plate       | 10275,2 |
| 2       | Palmeiras         | 8503,1  |
| 3       | Boca Juniors      | 8272,8  |
| 4       | Flamengo          | 6666,4  |
| 5       | Grêmio            | 6571,9  |
| 6       | Nacional          | 5506,3  |
| 7       | Peñarol           | 5176,0  |
| 8       | Santos            | 4517,4  |
| 9       | Atlético Nacional | 4372,4  |
| 10      | Independiente     | 4295,1  |

### Inne modalności
Klub Regatowy Flamengo posiada tytuły w różnych dyscyplinach sportowych, z tysiącami osiągnięć, trzema mistrzostwami świata, dziewiętnastoma medalami olimpijskimi i ponad 50 000 medali w innych zawodach sportowych.
- Sporty motorowe[14]
- Bocha[15]
- Piłka nożna na piasku
- Piłka nożna siedmiu
- Futsal[16]
- Gimnastyka artystyczna[17]
- Judo[18]
- Pływanie artystyczne
- Pływanie
- Piłka wodna
- Wioślarstwo
- Showbol
- Tenis
- Siatkówka